# Élection présidentielle de 2012 en Illinois

Résultats par comtés

L'élection présidentielle américaine de 2012 a eu lieu le 6 novembre 2012 dans l'Illinois.
Barack Obama, actuel président des États-Unis s'impose une nouvelle fois dans son état d'élection.

## Contexte
Le QG de campagne de Barack Obama était basé à Chicago comme en 2008.

## Résultats

### Élection générale
| Élection générale : 6 novembre 2012 | Élection générale : 6 novembre 2012 | Élection générale : 6 novembre 2012 | Élection générale : 6 novembre 2012 | Élection générale : 6 novembre 2012 | Élection générale : 6 novembre 2012 | Élection générale : 6 novembre 2012 |
| Partis                              | Partis                              | Candidats                           | Colistiers                          | Voix                                | %                                   | Grands électeurs                    |
| ----------------------------------- | ----------------------------------- | ----------------------------------- | ----------------------------------- | ----------------------------------- | ----------------------------------- | ----------------------------------- |
|                                     | Parti démocrate                     | Barack Obama                        | Joe Biden                           | 3 019 512                           | 57.60                               | 20                                  |
|                                     | Parti républicain                   | Mitt Romney                         | Paul Ryan                           | 2 135 216                           | 40.73                               | 0                                   |
|                                     | Parti libertarien                   | Gary Johnson                        | James P. Gray                       | 56 229                              | 1.07                                | 0                                   |
|                                     | Parti vert                          | Jill Stein                          | Cheri Honkala                       | 30 222                              | 0.58                                | 0                                   |

### Primaire démocrate
| Primaire démocrate : 20 mars 2012 | Primaire démocrate : 20 mars 2012 | Primaire démocrate : 20 mars 2012 | Primaire démocrate : 20 mars 2012 | Primaire démocrate : 20 mars 2012 | Primaire démocrate : 20 mars 2012 |
| Partis                            | Partis                            | Candidats                         | Voix                              | %                                 | Délégués                          |
| --------------------------------- | --------------------------------- | --------------------------------- | --------------------------------- | --------------------------------- | --------------------------------- |
|                                   | Parti démocrate                   | Barack Obama                      | 652 583                           | 99.68                             | 189                               |

### Primaire républicaine
| Primaire républicaine : 20 mars 2012 | Primaire républicaine : 20 mars 2012 | Primaire républicaine : 20 mars 2012 | Primaire républicaine : 20 mars 2012 | Primaire républicaine : 20 mars 2012 | Primaire républicaine : 20 mars 2012 | Primaire républicaine : 20 mars 2012 |
| Partis                               | Partis                               | Candidats                            | Voix                                 | %                                    | Délégués                             |                                      |
| ------------------------------------ | ------------------------------------ | ------------------------------------ | ------------------------------------ | ------------------------------------ | ------------------------------------ | ------------------------------------ |
|                                      | Parti républicain                    | Mitt Romney                          | 435 859                              | 46.69                                | 42                                   |                                      |
|                                      | Parti républicain                    | Rick Santorum                        | 326 778                              | 35.01                                | 12                                   |                                      |
|                                      | Parti républicain                    | Ron Paul                             | 87 044                               | 9.33                                 | 0                                    |                                      |
|                                      | Parti républicain                    | Newt Gingrich                        | 74 482                               | 7.98                                 | 0                                    |                                      |
|                                      | Parti républicain                    | Rick Perry                           | 5 568                                | 0.60                                 | 0                                    |                                      |
|                                      | Parti républicain                    | Buddy Roemer                         | 3 723                                | 0.40                                 | 0                                    |                                      |

### Districts congressionnels
| District     | Barack Obama | Mitt Romney |
| ------------ | ------------ | ----------- |
| Premier      | 79.0 %       | 20.2 %      |
| Deuxième     | 80.7 %       | 18.5 %      |
| Troisième    | 55.9 %       | 42.6 %      |
| Quatrième    | 80.9 %       | 17.1 %      |
| Cinquième    | 66.0 %       | 31.8 %      |
| Sixième      | 45.1 %       | 53.3 %      |
| Septième     | 87.2 %       | 11.8 %      |
| Huitième     | 57.4 %       | 40.9 %      |
| Neuvième     | 65.0 %       | 33.3 %      |
| Dixième      | 57.5 %       | 41.1 %      |
| Onzième      | 57.8 %       | 40.6 %      |
| Douzième     | 49.7 %       | 48.2 %      |
| Treizième    | 48.6 %       | 48.9 %      |
| Quatorzième  | 44.2 %       | 54.2 %      |
| Quinzième    | 34.1 %       | 63.9 %      |
| Seizième     | 45.2 %       | 52.9 %      |
| Dix-septième | 57.6 %       | 40.6 %      |
| Dix-huitième | 37.4 %       | 60.7 %      |